# 格羅夫鎮區 (愛荷華州沃思縣)
格羅夫鎮區（英語：Grove Township）是位於美國愛荷華州沃思縣的一個行政鎮區。

## 地方資料
根據2010年美國人口普查的數據，格羅夫鎮區的面積為75.23平方千米，當中陸地面積為75.23平方千米，而水域面積為0.00平方千米。當地共有人口2200人，而人口密度為每平方千米29.24人。